# Греческая история (Ксенофонт)

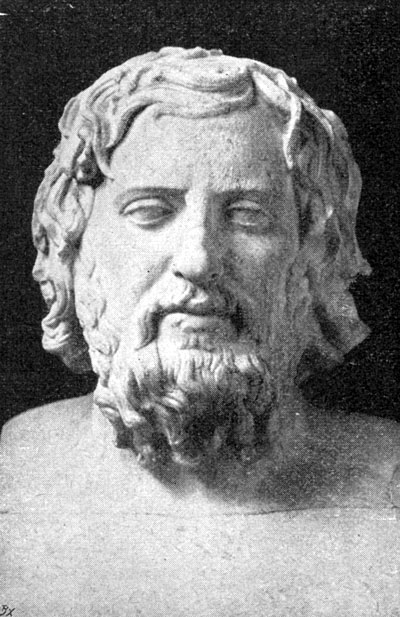
Ксенофонт

Греческая история или Элленика (др.-греч. Ἑλληνικά) — произведение древнегреческого писателя и историка афинского происхождения, полководца и политического деятеля Ксенофонта.
Подразделяется на две различные части.
Первая часть состоит из двух книг. В них приведено описание последних шести лет Пелопоннесской войны. Ксенофонт начинает своё повествование с исторических событий, которые не были описаны у греческого историка Фукидида в его «Истории Пелопоннесской войны». Предположительно написана в элидском городе Скиллунте.
Вторая часть состоит из пяти книг. Содержит описание событий древнегреческой истории от окончания Пелопоннесской войны до битвы при Мантинее в 362 г. до н. э. События в книге группируются не в хронологическом порядке, а по их взаимной связи. Написана Ксенофонтом незадолго до смерти.